# Torrecilla de San Benito
Torrecilla de San Benito es una entidad singular de población española del municipio de San Pedro de Rozados, en la provincia de Salamanca. En 2017 contaba con 5 habitantes.

## Historia
El núcleo de población pertenece al término municipal salmantino de San Pedro de Rozados, en la comunidad autónoma de Castilla y León. A mediados del siglo XIX su población ascendía a 7 habitantes. En 2017 contaba con 5 habitantes. Torrecilla de San Benito aparece descrita en el decimoquinto volumen del Diccionario geográfico-estadístico-histórico de España y sus posesiones de Ultramar de Pascual Madoz de forma lacónica de la siguiente manera:

TORRECILLA DE SAN BENITO: alq. en la prov. y part. jud. de Salamanca, térm. municipal de Barbabillo. pobl.: 1 vecino, 7 almas.
(Madoz, 1849, p. 78)

Pertenece a la comarca del Campo Charro.